# Yan Aung Kyaw
Yan Aung Kyaw (* 4. August 1989 in Rangun) ist ein myanmarischer Fußballspieler.

## Karriere

### Verein
Seit 2009 spielt Yan Aung Kyaw für Yangon United. Der Verein aus Rangun spielt in der höchsten Liga des Landes, der Myanmar National League. Bis heute steht er bei Yangon unter Vertrag.

### Nationalmannschaft
Yan Aung Kyaw spielte 2011 viermal in der U23-Mannschaft. Mit dem Team gewann er die Bronzemedaille bei den Südostasienspielen 2011 in Indonesien, nachdem man im Spiel um den dritten Platz mit 4:1 gegen Vietnam gewann.
Seit 2011 spielt Ye Ko Oo für die myanmarische Nationalmannschaft.

## Erfolge

### Verein
Yangon United
- Myanmar National League

Meister: 2011, 2012, 2013, 2015, 2018
Vizemeister: 2014, 2016, 2017
- General Aung San Shield

Sieger: 2011, 2018, 2019

### Nationalmannschaft
- Südostasienspiele

3. Platz: 2011